# Монреальская и Канадская епархия
Монреа́льская и Кана́дская епа́рхия (англ. Diocese of Montreal and Canada, фр. Diocèse de Montréal et du Canada) — каноническое, структурное и территориально-административное подразделение Русской православной церкви заграницей. Возглавляется архиепископом Монреальским и Канадским Гавриилом (Чемодаковым).
Кафедральный храм — Свято-Николаевский собор в Монреале.

## История
Епархия была учреждена 12 октября 1930 года как Монреальское викариатство Северо-Американской епархии. Викариатство было территориальным и распространялось на всю Канаду.
Так как большая часть паствы была сосредоточена на западе страны, первый Монреальский епископ Иоасаф (Скородумов) переместил свою кафедру в Эдмонтон.
В 1936 году, после воссоединения русской «Американской митрополии» с Зарубежной Церковью, была выделена самостоятельная Монреальская епархия и Восточно-Канадская епархия в пределах Восточной Канады.
В августе 1957 года было решено объединить Восточно- и Западно-Канадские епархии, причём кафедральным городом стал Монреаль.
В разные годы в рамках Канадской епархии действовали Торонтская и Эдмонтонская викарные кафедры.

## Епископы
Монреальское викариатство Северо-Американской епархии
- Иоасаф (Скородумов) (12 октября 1930 — 29 мая 1936)

Монреальская и Восточно-Канадская епархия
- Иероним (Чернов) (14 мая 1936 — 11 октября 1937)
- Григорий (Боришкевич) (1947 — 26 февраля 1954)
- Пантелеимон (Рудык) (1954 — не позднее августа 1957)

Монреальская и Канадская епархия
- Виталий (Устинов) (август 1957 — 10 августа 2001)
- Лавр (Шкурла) (ок. 27 октября 2001 — 16 марта 2008) в/у, митр. Восточно-Американский
  - Гавриил (Чемодаков) (весна 2002 — 14 мая 2008) упр. Восточной Канады еп. Манхэттенский
  - Кирилл (Дмитриев) (весна 2002 — 14 мая 2008) упр. Западной Канады, архиеп. Сан-Францисский
- Гавриил (Чемодаков) (с 14 мая 2008)

## Благочиннические округа
По состоянию на январь 2023 года:
- Восточный
- Западный

## Монастыри
- Скит Успения Пресвятой Богородицы (Нортвилл, Альберта)

Также до 2001 года в подчинении епархии находился Спасо-Преображенский мужской скит в Мансонвилле. До 2007 года в состав епархии входил Монастырь Покрова Пресвятой Богородицы в Блаффтоне.